# 魏岚
魏岚（1968年—），福建莆田人，汉族，中华人民共和国政治人物、第十二届全国人民代表大会福建地区代表。
毕业于厦门大学无机化学专业。加入中国共产党。2013年，担任全国人大代表。